# 巴彦都楞庙
巴彦都楞庙，位于内蒙古自治区锡林郭勒盟正镶白旗，是一座藏传佛教格鲁派寺院。

## 简介
巴彦都楞庙是正镶白旗境内历史上有名的藏传佛教寺院之一。如今正镶白旗境内较为知名的寺庙主要有布日都庙、哈那哈达庙（和硕庙、永安寺）、宝日陶勒盖庙、  巴彦都楞庙等等，这些寺庙采用前庭后殿的形式，重檐楼阁，均为汉藏结合风格的古建筑。